# 平坂支線
平坂支線（日语：／）是連接愛知縣西尾市西尾站至港前站之間的名古屋鐵道（名鐵）鐵道路線。
此支線是在第一代西尾線（連接西尾至岡崎新之間）營運公司西尾鐵道時代，於1914年開業。後來在第二次世界大戰中，由於沿線設有軍火工廠而不需要暫停營業。在二戰後，由於設施老化而未能夠翻新。在現時的西尾線升壓至1500伏特作為契機，於1960年廢除。
西尾至港前之間的鐵路服務在廢除後轉換為巴士服務。可是由於客量減少，使班次也減至每小時1班。路線遺址建設了愛知縣道43號岡崎碧南線。在港前站相同位置設置了巴士站。
名鐵東部交通的巴士路線在2020年（令和2年）3月31日結束營業。在4月1日起由六萬石巡回巴士（日语：六万石くるりんバス）。

## 路線資料
※如沒有特別指明，資料截至路線廢除前一刻
- 路線距離（營業距離）：4.5公里
- 軌距：1067毫米
- 車站數目：5座（包括起終點站）
- 雙線區間：沒有（全程單線）
- 電氣化區間：全線（直流600V）

## 歷史
- 1914年（大正3年）10月30日 西尾鐵道平坂線西尾至平坂臨港之間開業[2]。
- 1916年（大正5年） 平坂臨港站廢除。與港前站合併。
- 1926年（大正15年）12月1日 愛知電氣鐵道（日语：愛知電気鉄道）與西尾鐵道合併。成為愛知電氣鐵道的西尾線[3]。
- 1928年（昭和3年）10月1日 軌距由762毫米變為1067毫米。並且電氣化。
- 1929年（昭和4年）2月7日 住崎站啟用。
- 1935年（昭和10年）8月1日 愛知電氣鐵道與名岐鐵道合併，名古屋鐵道成立。成為名古屋鐵道的平坂線[4]。
- 1941年（昭和16年）2月10日 平坂站改名為平坂口站，港前站改名為平坂站。
- 1944年（昭和19年） 羽塚站暫停營業。
- 1948年（昭和23年）5月16日 改名為平坂支線[5]。
- 1949年（昭和24年）12月1日 平坂站改名為港前站。
- 1952年（昭和27年）10月1日 羽塚站重開。
- 1960年（昭和35年）3月27日 西尾至港前之間廢除。

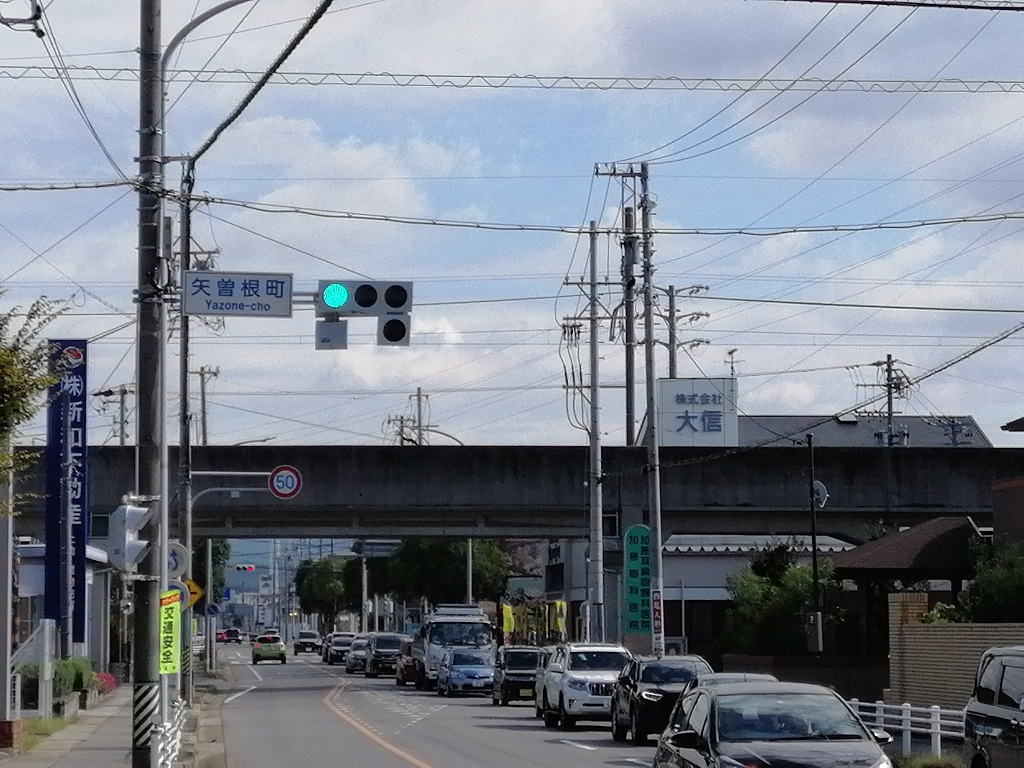
西尾線與平坂支線的分岔處是在矢曾根町路口附近。
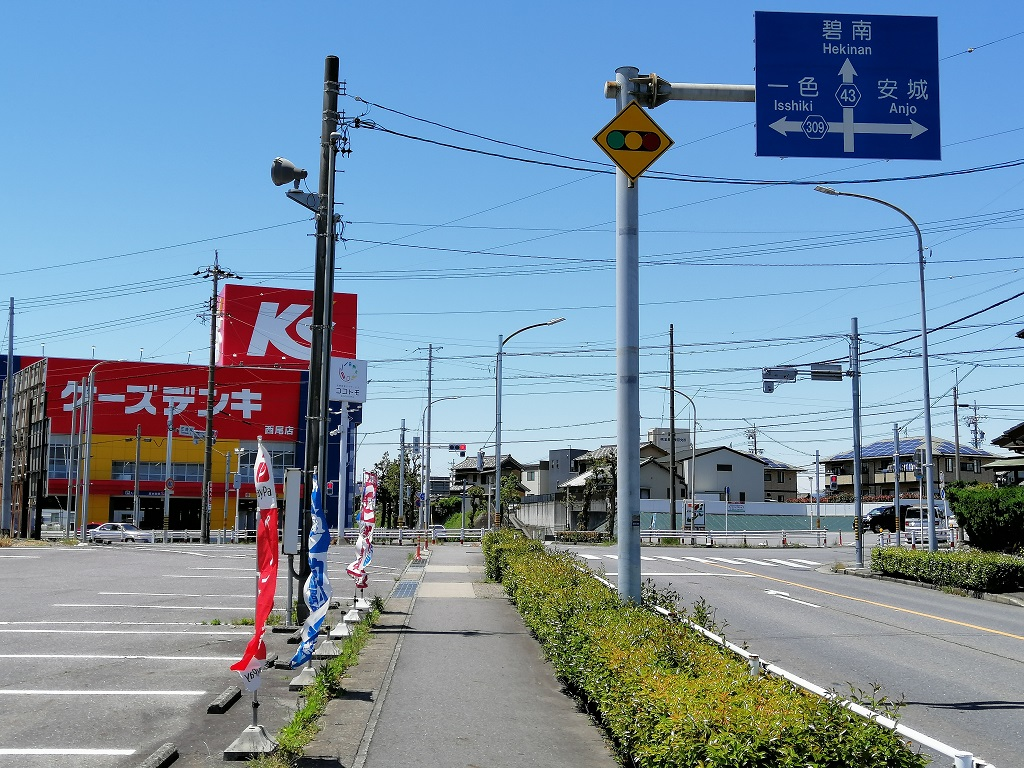
住崎站遺址附近

## 車站列表
- 所有車站位於愛知縣西尾市內。
- 車站名稱、接續路線名稱、營業距離與所在地取自路線廢除當刻。

| 中文站名 | 日文站名 | 英文站名     | 站間距離 | 營業距離 | 接續路線                                                                         |
| -------- | -------- | ------------ | -------- | -------- | -------------------------------------------------------------------------------- |
| 西尾     | 西尾     | Nishio       | -        | 0.0      | 名古屋鐵道：西尾線（現存）                                                       |
| 住崎     | 住崎     | Sumizaki     | 1.8      | 1.8      |                                                                                  |
| 羽塚     | 羽塚     | Hatsuka      | 1.1      | 2.9      |                                                                                  |
| 平坂口   | 平坂口   | Heisakaguchi | 1.0      | 3.9      | 名古屋鐵道：三河線（三河平坂站）（2004年4月1日廢除，兩站相距450米，步行約7分鐘） |
| 港前     | 港前     | Minatomae    | 0.6      | 4.5      |                                                                                  |
| 平坂臨港 | 平坂臨港 |              | 0.2      | 4.7      |                                                                                  |

- 平坂臨港站在路線廢除前已經廢除。

## 注腳
1. ↑  西尾路線バス　寺津線、平坂・中畑線廃止のお知らせ （页面存档备份，存于）（日語）
2. ↑  德田耕一. . JTB. 2001: 105. ISBN 978-4533039232 （日语）.
3. ↑  名古屋鐵道 (编). . 1961: 656. ASIN B000JAMKU4 （日语）.
4. ↑  名古屋鐵道 (编). . 1961: 686. ASIN B000JAMKU4 （日语）.
5. ↑  德田耕一. . JTB. 2001: 106. ISBN 978-4533039232 （日语）.